# Verds Equo del País Valencià
Verds Equo del País Valencià (VerdsEquo; «Verdes Equo del País Valenciano») es un partido político español de ideología ecologista cuyo ámbito de actuación es el territorio de la Comunidad Valenciana. A nivel de España, está asociado con el partido político Verdes Equo.
- Se unieron para formar este partido:
  - Els Verds-Esquerra Ecologista del País Valencià,
  - Los Verdes de Villena,
  - Los Verdes de Novelda,
  - Iniciativa del Poble Valencià
  - Ciudadanos por Altea
  - Verdes de Paterna y
  - La federación de Verdes Equo en la comunidad Valenciana.
    - Los partidos: Els Verds del País Valencià y Los Verdes-Grupo Verde decidieron no integrarse en Verds Equo del País Valencià y propugnan presentarse a las elecciones exclusivamente con candidaturas verdes aunque no saquen representación, es decir desligados de Sumar (coalición), Izquierda Unida, Podemos, Compromis, PSOE, etcétera.

En la actualidad forma parte de la Coalició Compromís, en la que ya se integraba como partido fundador Els Verds-Esquerra Ecologista del País Valencià, una de las dos partes, junto a la federación territorial de Equo en el País Valenciano, que integró Verds-Equo en su constitución el 18 de octubre de 2014. En aquel congreso Patxi Esquembre, alcalde de Villena y líder de Los Verdes de Villena anunció también la adhesión de estos como partido asociado a VerdsEquo, si bien nunca se ha terminado de llevar a cabo.

## Línea política
Según figura en sus Estatutos, VerdsEquo tiene como finalidad fundamental promover un proyecto de sociedad sostenible, basado en la ecología política, la equidad social y la democracia participativa, asumiendo como propios los fines y objetivos de Equo federal. Asimismo, colaborará en la recuperación y desarrollo de la personalidad cultural, lingüística y social del País Valenciano.

## Representación institucional
En las elecciones del 2015 y 2019, Verds Equo cuenta con dos diputados en las Cortes Valencianas, Juan Ponce y Cristina Rodríguez Armigen integrados en listas de la Coalició Compromís.
En las elecciones del 2023, Verds Equo cuenta con dos diputados en las Cortes Valencianas, Juan Bordera (como independiente) y Paula Espinosa integrados en listas de la Coalició Compromís.
Los actuales portavoces de la formación son Natxo Serra Frontela y Cristina Rodríguez Armigen.